# Jeanne Jacquemin
Jeanne Jacquemin, nascida Marie Jeanne Boyer em Paris em 13 de agosto de 1863 e falecida na mesma cidade em 25 de setembro de 1938, é uma pintora, designer e gravadora francesa do movimento simbolista.